# Jean-Henri Roger
Pour les articles homonymes, voir Roger.
Jean-Henri Roger, né le 24 janvier 1949 à Marseille et mort le 31 décembre 2012 à Saint-Cast-le-Guildo en Bretagne,,,, est un cinéaste français.

## Biographie
Jean-Henri Roger naît dans une famille bourgeoise et intellectuelle et de parents militants communistes. Après une scolarité à Marseille, il va à Paris. Maoïste, il intègre La Cause du peuple.
Il rencontre Jean-Luc Godard à l'automne 1968 lors d'un cours à l'Institut de formation cinématographique et sympathise avec lui. À ce moment-là, Godard ne veut plus travailler seul, mais au sein d'un collectif, rejetant la notion d'auteur pourtant mise en avant par lui et les futurs réalisateurs de la Nouvelle Vague dans les années 1950.
La collaboration avec Godard débute véritablement en décembre 1968, lorsque la société de production britannique Kestrel Films commande à Godard un portrait de l'Angleterre. Ils tournent alors British Sounds en février 1969 à Oxford et Essex. L'originalité du film tient surtout à la dissociation entre la bande-image et la bande-son.
En avril 1969, Godard et Roger partent à Prague avec l'opérateur Paul Bourron pour tourner Pravda. Leur séjour sur place ne dure pas longtemps parce qu'ils comprennent assez vite qu'il leur est très difficile de discuter avec les Tchèques. En juin, ils partent à Rome pour tourner Vents d'Est avec Daniel Cohn-Bendit. À la fin de la même année, Jean-Luc Godard et Jean-Pierre Gorin constituent le Groupe Dziga Vertov. Jean-Henri Roger est inclus dans le groupe parce qu'il a participé à la réalisation de British Sounds et Pravda, mais son rôle devient mineur à partir de Vents d'Est.
Après la dissolution du groupe Dziga Vertov en 1972, il s'engage dans le collectif Cinélutte (1973-1976) (avec Mireille Abramovici, Jean-Denis Bonan, Richard Copans, François Dupeyron et Guy-Patrick Sainderichin) qui réalise plusieurs films sur les luttes sociales.
Il a  enseigné au département de cinéma du centre expérimental de Vincennes (devenu l'université Paris VIII) dès 1972.
Il s'associe à l'actrice Juliet Berto et réalise avec elle ses deux premiers longs métrages de fiction, Neige (1981) et Cap Canaille (1982). Neige, prix du Jeune cinéma au Festival de Cannes 1981 et nommé pour le César du meilleur premier film en 1982, remporte un certain succès auprès du public en France, avec 640 000 entrées.
Jean-Henri Roger retrouve Godard dans les années 2000, lorsque ce dernier lui propose un second rôle dans Éloge de l'amour (2001). Cette même année, il signe son troisième long métrage, Lulu, qui sera suivi par Code 68 en 2005, réalisé en réaction à un air du temps qu'il considère comme anti-soixante-huitard et dans lequel, précisément, une réalisatrice tente de faire un film sur mai 68.
Jean-Henri Roger est professeur de cinéma à Paris VIII.
Il meurt le 31 décembre 2012, des suites d'un malaise cardiaque. À sa mort, plusieurs personnalités du monde du cinéma lui rendent hommage ensemble dans le quotidien Le Monde et soulignent le rôle moteur qu'il a joué dans différentes structures associatives comme l'ACID ou la SRF.
En 2014, sa fille Jane Roger lance la société de distribution JHR Films, nommée en hommage à son père.

## Filmographie

### Réalisateur
- 1969 : British Sounds avec Jean-Luc Godard, signé a posteriori par le Groupe Dziga Vertov
- 1970 : Pravda avec Jean-Luc Godard, signé a posteriori par le Groupe Dziga Vertov
- 1981 : Neige réalisé avec Juliet Berto
- 1983 : Cap Canaille réalisé avec Juliet Berto
- 2002 : Lulu
- 2005 : Code 68

### Scénariste
- 1981 : Neige écrit avec Juliet Berto
- 1983 : Cap Canaille écrit avec Juliet Berto
- 2002 : Lulu
- 2005 : Code 68

### Acteur
- 1969 : Ça, c'est vraiment toi (TV) de Claire Simon
- 1987 : Cinématon #889 de Gérard Courant
- 2000 : L'Affaire Marcorelle de Serge Le Péron
- 2001 : Éloge de l'amour de Jean-Luc Godard
- 2001 : Imago (jours de folie) de Marie Vermillard
- 2002 : Après la vie de Lucas Belvaux
- 2002 : Cavale de Lucas Belvaux
- 2006 : Bamako d'Abderrahmane Sissako
- 2011 : Les Neiges du Kilimandjaro de Robert Guédiguian

### Directeur de la photographie
- 1977 : A. Constant de Christine Laurent
- 1978 : La Voix de son maître de Nicolas Philibert

## Autres fonctions
- Directeur de l'UFR arts, philosophie, esthétique de l'université Paris 8 de 1989 à 1993
- Président de l'ACID de 1995 à 1997 (agence du cinéma indépendant pour sa diffusion)
- Président de la SRF de 1998 à 2000 (société des réalisateurs de films)
- Coprésident du BLOC de 2000 à 2002 (bureau de liaison des organisations du cinéma)
- Président de la FERA de 2001 à 2003 (fédération européenne des réalisateurs)

## Publications
- Danièle Dubroux, Jean-Henri Roger et Serge Le Péron, « Entretien avec Renato Berta, directeur de la photographie », Cahiers du cinéma, no 284,‎ janvier 1978
- Groupe Dziga Vertov, Jean-Luc Godard et Jean-Henri Roger, « Pravda », Cahiers du cinéma, no 240,‎ juillet-août 1972

## Distinctions
- 1981 : Prix du jeune cinéma au festival de Cannes pour Neige[17]
- 1982 : Nomination au César du meilleur premier film pour Neige